# Melanargia nigrocellularis
Melanargia nigrocellularis är en fjärilsart som beskrevs av Leo Andrejewitsch Sheljuzhko 1929. Melanargia nigrocellularis ingår i släktet Melanargia och familjen praktfjärilar. Inga underarter finns listade i Catalogue of Life.